# یواس‌اس نیوپورت نیوز (سی‌ای-۱۴۸)
یواس‌اس نیوپورت نیوز (سی‌ای-۱۴۸) (به انگلیسی: USS Newport News (CA-148)) یک کشتی بود که طول آن ۷۱۷ فوت ۶ اینچ (۲۱۸٫۶۹ متر) بود. این کشتی در سال ۱۹۴۸ ساخته شد.